# Tony Hawk: Ride
Tony Hawk's Ride, também conhecido como Tony Hawk's Adrenaline é o décimo segundo jogo da série Tony Hawk's. Foi lançado para o Playstation 3, Xbox 360 e  Nintendo Wii.

## Características
Apesar da imprecisão, o jogo visa muito mais o realismo do que qualquer outro jogo da série. Ele vem com um controle em forma de skate que possui sensores de movimentos. Assim, por exemplo, para se fazer um grab o jogador deve segurar mesmo na ponta do skate. Por causa disso, os preços sobem e torna a pirataria muito complicada.

## Skatistas
São 15 skatistas profissionais:
- Alex Olson
- Cara Beth Burnside
- Cristian Hosoi
- Daewon Song
- Dustin Dollin
- Lin-Z Adams Hawkins
- Mike Mo Capaldi
- Mike Vallely
- Nijah Hoston
- Paul Rodriguez
- Rodney Mullen
- Ryan Sheckler
- Steve Nesser
- Steve Williams
- Tony Hawk

## Níveis
- Southern California
- Chicago
- New York
- Frankfurt
- Espanha
- Tóquio